# Paeonodes nemaformis
Paeonodes nemaformis är en kräftdjursart som beskrevs av Hewitt 1969. Paeonodes nemaformis ingår i släktet Paeonodes och familjen Ergasilidae. Inga underarter finns listade i Catalogue of Life.